# Рафальский, Лука Михайлович
Лука́ Миха́йлович Рафа́льский (1812—1886) — русский педагог-историк, писатель-краевед.

## Биография
Родился 18 (30) октября 1812 года в семье священника Крестовоздвиженской церкви села Смидин Ковельского уезда Волынской губернии Михаила Максимовича Рафальского (1783 — не ранее 1842); мать — Евфросинья Семёновна (1787—1819), умерла, когда Луке шёл седьмой год, а его сестре Пелагее было четыре.
С 1827 года учился в Волынской духовной семинарии, окончив её в 1833 году. Начал службу 24 октября 1834 года в Волынской палате уголовного суда.
После сдачи экзамена в Волынской гимназии, 18 октября 1835 года был определён исправляющим должность учителя в Луцкое дворянское училище. С 5 октября 1837 года — и. д. учителя исторических наук в начальных классах Волынской гимназии, а 27 августа 1842 года был утверждён в должности и чине коллежского секретаря. С 29 ноября 1843 года был старшим учителем истории и статистики Волынской гимназии, а с 5 сентября 1845 года — ещё и учителем отечественной истории в Луцко-Житомирскую римско-католическую духовную семинарию, преподавая в них одновременно; кроме должности учителя в гимназии и семинарии, 11 октября 1850 года он был ещё назначен преподавать историю в Житомирское раввинское училище; по поручению попечителя Киевского учебного округа Н. И. Пирогова, ревизовал учебные заведения Черниговской губернии.
Л. М. Рафальский был действительным членом Губернского статистического комитета; один из активных краеведов, автор более десяти публикаций в «Волынских губернских ведомостях» и «Волынских епархиальных новостях» и нескольких отдельных краеведческих изданиях: «Свято-Троицкий храм, бывший в г. Остроге на Волыни», «Исторический очерк г. Житомира». Известны описи его исследовательских путешествий по Кременцкому, Острожскому и Ровенскому поветах. Отдельно были изданы «Исторический очерк г. Житомира» и «Путешествие по Острожскому уезду Волынской губ. в 1864—65 г.».
После выхода в отставку с чином коллежского советника умер в Житомире 3 (15) января 1886 года. Похоронен 6 января на Вильском кладбище; на могиле — надгробный памятник с надписью: «Здесь покоится коллежский советник Лука Михайлович Рафальский. Род. 1812 г. 18 октября. Сконч. 1886 г. 3 января».
В некрологе указывалось: 

…будучи в близких родственных отношениях с почившими митрополитом с.-петербургским и новгородским Антонием (Рафальским) и епископом острожским Иерофеем (Лобачевским), как мы слышали изготовил к печати биографии этих замечательных иерархов, тоже уроженцев Волыни. Письма — весьма интересная переписка последнего с гр. Румянцевым, кн. Васильчиковым, митрополитом Антонием и другими лицами на языках латинском, французском, итальянском, английском и многие, принадлежащие ему исторические акты были переданы умершему Л. М. Рафальскому и подготовлялись им к изданию…

## Семья
Жена — Юлиания Григорьевна. Дети: Василий (1838/1839—1887), Евгения (1847—?), Трифилий (1855—1919), Аполлоний (1858—?), Пётр (1861—?).